# Parougia caeca
Parougia caeca är en ringmaskart som först beskrevs av Webster och Benedict 1884.  Parougia caeca ingår i släktet Parougia och familjen Dorvilleidae. Arten har ej påträffats i Sverige. Inga underarter finns listade i Catalogue of Life.